# Gerhard Dieter
Gerhard Dieter (* 1933; † 9. September 2013 in Falkensee) war ein deutscher Boxer und Boxtrainer.

## Leben
Als Amateurboxer bestritt Dieter, der von Bruno Kurtzer entdeckt worden war und in der Gewichtsklasse bis 63,5 Kilogramm antrat, zwischen 1951 und 1966 228 Kämpfe für den Spandauer Box-Club 1926. Er wurde in der Zeit von 1956 bis 1963 achtmal Berliner Meister sowie 1960, 1962, 1963 und 1964 deutscher Meister, 1961 wurde er deutscher Vizemeister. Bei der Europameisterschaft 1963 erreichte er das Halbfinale und gewann Bronze. Bei den vorolympischen Ausscheidungskämpfen zwischen Boxern der BRD und der DDR schied Dieter im Mai 1964 im Halbfinale aus. Im Laufe seiner Boxkarriere besiegte er die Olympiasieger Jerzy Kulej sowie Richard McTaggart.
Als Trainer war Dieter, der den Spitznamen „Bubi“ trug und für seine flotten Sprüche sowie eine Knoblauchzehe in der Tasche bekannt war, an der Seite von Kurtzer im SBC 26 tätig, ehe er ab 1969 als Landestrainer für den Berliner Box-Verband arbeitete. 1973 ging Dieter als Trainer ins Profilager und betreute im Boxstall von Fritz Gretzschel auch Eckhard Dagge. Unter seiner Leitung wurde Dagge 1975 Europameister und 1976 Weltmeister. Zudem war Dieter ab April 1975 Hamburger Verbandstrainer. Später kehrte er zu seiner Aufgabe als Landestrainer des Berliner Box-Verbands zurück und blieb bis zu seinem Übertritt in den Ruhestand im Jahr 1996 im Amt. Zu den bekanntesten Boxern, die Dieter im Amateurbereich betreute, gehören Klaus Niketta, Peter Suckrow, Oktay Urkal, Sven Ottke, Adnan Özcoban, Ulrich Junger, Thomas Ulrich und Graciano Rocchigiani.